# ¡Absalón, Absalón!
¡Absalón, Absalón! (Absalom, Absalom!) es una novela de William Faulkner, uno de los novelistas más reconocidos de la literatura estadounidense del siglo XX, publicada en 1936. El título se inspira en una cita bíblica (2° Samuel; 19:4) y se refiere a Absalón, un hijo del rey David que se rebeló contra su padre. 
La novela narra la historia de la familia Sutpen antes, durante y después de la Guerra de Secesión (1861-1865) en el imaginario condado de Yoknapatawpha, en Misisipi. La historia se narra desde el punto de vista de cuatro personajes, directa e indirectamente relacionados con los Sutpen: Rosa Coldfield, Quentin Compson y su padre, así como Shreve, compañero de Quentin en Harvard. Estos cuatro narradores intentan reconstruir los trágicos acontecimientos en los que la familia Sutpen se vio involucrada y que condujeron a la progresiva destrucción del patrimonio y la dinastía que había creado Thomas Sutpen en el idílico Sur, donde florecía la cultura de las plantaciones y de la esclavitud, súbitamente truncada por la guerra civil estadounidense.
Esta enigmática obra, ambigua, paradójica y de gran complejidad técnica, gira alrededor del racismo en Estados Unidos, el amor, la venganza y el honor en el contexto histórico y cultural de la época de la esclavitud en ese país y las plantaciones de los grandes terratenientes del Sur de Estados Unidos y la Guerra de Secesión, que acabó con todo ello. Pero el verdadero significado de ¡Absalón, Absalón! reside en los límites del conocimiento humano y la inexistencia de la verdadera objetividad. Todo ello lo representan los cuatro narradores, que intentan reconstruir una historia de la que desconocen gran parte de los hechos.

## Traducciones al español
- ¡Absalón, Absalón! Traducción de Beatriz Florencia Nelson, 1950, Emecé. Revisada por Encarna Castejón, 1991, Debate.
- ¡Absalón, Absalón! Traducción de María Eugenia Díaz, 2000, Cátedra.
- ¡Absalón, Absalón! Traducción de Miguel Martínez-Lage, 2008, Belacqua. Reeditada por Navona, 2018.
- ¡Absalón, Absalón! Traducción de Bernardo Santano Moreno, 2020, Cátedra.

- Datos: Q2181982